# Angraecum decipiens
Angraecum decipiens är en orkidéart som beskrevs av Victor Samuel Summerhayes. Angraecum decipiens ingår i släktet Angraecum och familjen orkidéer. Inga underarter finns listade i Catalogue of Life.